# Hoplocampa alpina
Hoplocampa alpina is een vliesvleugelig insect uit de familie van de bladwespen (Tenthredinidae). De wetenschappelijke naam van de soort is voor het eerst geldig gepubliceerd in 1838 door Zetterstedt. Deze soort bladwesp komt voor in Centraal en Noord-Europa. De waardplant van deze bladwesp is de wilde lijsterbes(Sorbus aucuparia).